# بيلو (أراد)
بيلو  هي قرية تقع في إقليم أراد في رومانيا. تبعد عن أراد 62 كم.

## السكان
حسب إحصائيات 2002 بلغ عدد سكان القرية 1,976 نسمة.